# 阿卜杜拉希·优素福·艾哈迈德
阿卜杜拉希·优素福·艾哈迈德（1934年12月15日—2012年3月23日），出生於索馬利亞中部的加勒卡约，自2004年10月14日起擔任索馬利亞的臨時總統。2008年12月27日因政治危機而宣佈辭職。
2012年3月23日在阿拉伯联合酋长国阿布扎比因病逝世，享壽78岁。